# Doris Kirchner
Pour les articles homonymes, voir Kirchner.
Doris Kirchner (née le 4 mai 1930 à Graz, morte le 26 mars 2015 à Ahrensburg) est une actrice autrichienne.

## Biographie
Elle reçoit sa formation artistique au Séminaire Max-Reinhardt de Vienne à la fin des années 1940. Elle fait ses débuts au Schauspielhaus Graz puis se produit sur différentes scènes, notamment au Burgtheater.
Doris Kirchner est très souvent présente dans les films germanophones des années 1950. Surtout dans les Heimatfilms et les comédies, elle incarne la femme légère dans des rôles secondaires et parfois principaux, par exemple en 1955 dans Ja, ja, die Liebe in Tirol, un remake d'un film d'Ernst Lubitsch.
Doris Kirchner s'est mariée trois fois, notamment aux réalisateurs Franz Josef Gottlieb (pendant douze ans, avant 1974) et Helmuth Ashley. De 1988 à l'été 2003, elle est professeur à la Schauspielschule Bühnenstudio, à Hambourg, où elle enseigne les principes de perception, d'improvisation et de phonétique.
Pendant sa retraite, elle s'intéresse à la religion, notamment au bouddhisme, faisant un voyage au Tibet.
L'actrice, qui souffre de démence après un accident vasculaire cérébral en 2003, vit alors dans une maison de retraite et de soins à Ahrensburg, près de Hambourg. En 2011, Kirstin Poggendorff réalise un documentaire sur l'actrice dans la maison de retraite.

## Filmographie
- 1950 : Seitensprünge im Schnee (de)
- 1952 : Abenteuer im Schloss (de)
- 1953 : L'amour n'est pas un jeu
- 1953 : Arlette erobert Paris
- 1953 : Fanfaren der Ehe
- 1953 : Ich und Du
- 1954 : Die sieben Kleider der Katrin
- 1954 : Der treue Husar
- 1954 : L'Été et les amours
- 1955 : Escale à Orly
- 1955 : Le Faux Adam (de)
- 1955 : Ein Herz bleibt allein
- 1955 : Ja, ja, die Liebe in Tirol
- 1955 : Rhapsodie suédoise (de)
- 1955 : Mes enfants et moi (de)
- 1956 : Der Jäger vom Roteck
- 1956 : Lügen haben hübsche Beine
- 1956 : Ein tolles Hotel
- 1956 : Poldi sous les armes
- 1956 : Wo die Lerche singt
- 1957 : Die liebe Familie (de)
- 1957 : Die verpfuschte Hochzeitsnacht
- 1957 : Unter Achtzehn
- 1957 : Vater, unser bestes Stück
- 1957 : Das Glück liegt auf der Straße
- 1957 : Junger Mann, der alles kann
- 1957 : Skandal in Ischl (de)
- 1958 : L'Ange sale (de)
- 1959 : Liebe auf krummen Beinen
- 1959 : Liebe, Luft und lauter Lügen
- 1959 : Der Verräter (TV)
- 1960 : Das weite Land (TV)
- 1961 : Die ewige Flamme (TV)
- 1961 : La Grande Roue
- 1961 : Die Verschwörung des Fiesco zu Genua (TV)
- 1962 : Christelle et l'Empereur
- 1963 : La Malédiction du serpent jaune (de)
- 1963 : Frauen sind keine Engel (TV)
- 1963 : Oberinspektor Marek: Die Vorladung (TV)
- 1963 : Le Secret de la veuve noire (de)
- 1964-1966 : Wolken über Kaprun (de)
- 1966 : Weiß gibt auf (TV)
- 1970 : Les folles sont là (de)
- 1970 : Idylle en plein vol (de)
- 1971 : L'Héritage de tante Gertrude
- 1971 : Rudi, benimm dich! (de)